# 442 f.Kr.

## Händelser

### Efter plats

#### Grekland
- Eftersom Thukydides har misslyckats med att utmana Perikles blir han av Atens medborgare förvisad i 10 år och Perikles blir återigen stadens obestridde politiske ledare.

### Efter ämne

## Avlidna
- Zhou zhen ding wang, kung av den kinesiska Zhoudynastin